# Bernd Reisig

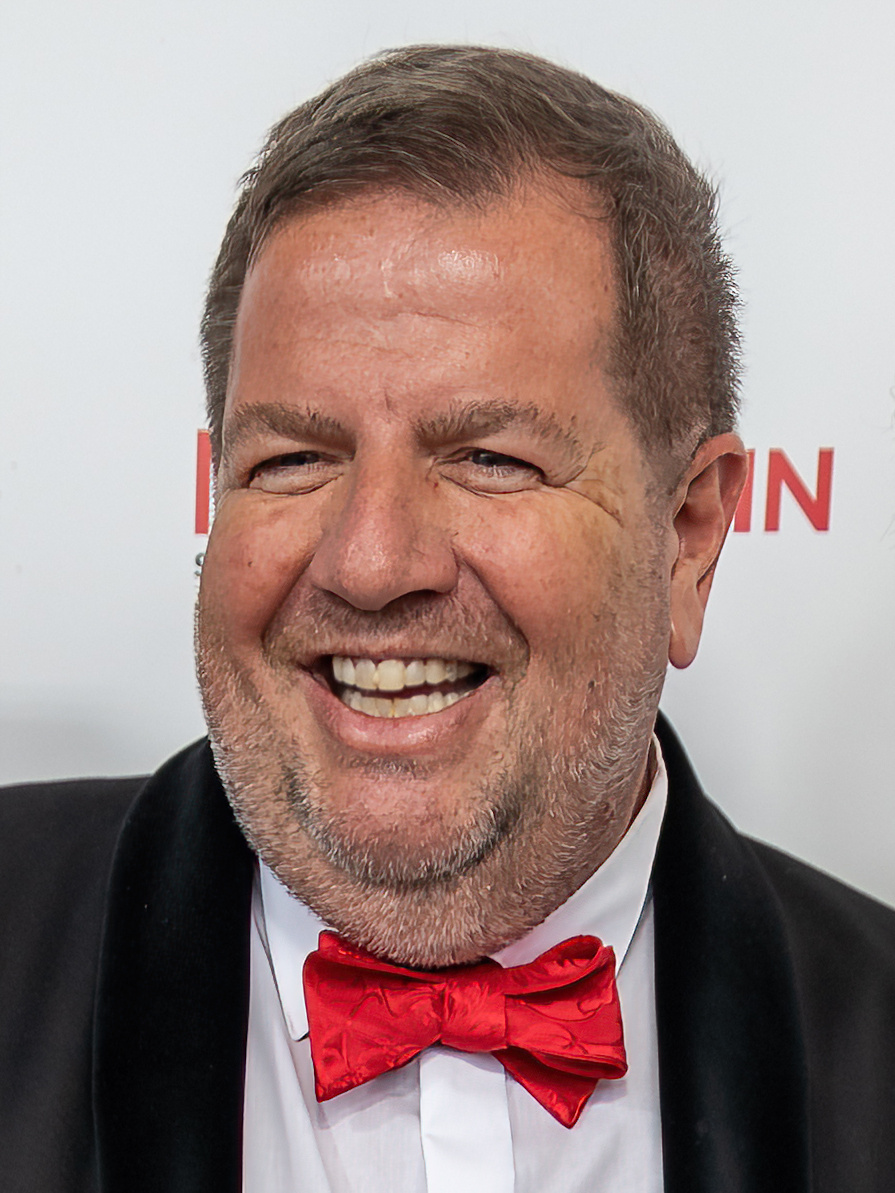
Bernd Reisig (2023)

Bernd Reisig (* 10. März 1963 in Frankfurt am Main-Zeilsheim) ist ein deutscher Musikmanager und ehemaliger Fußballfunktionär.

## Leben
Bereits während seiner Berufsausbildung zum Maschinenschlosser bei der Bundesbahn organisierte er erste Konzerte. Mit knapp zwanzig Jahren war er Manager von Nena. Weiterhin begleitete er über eine Eventagentur die Karriere von Badesalz und Bodo Bach.
Vom 7. Juli 1994 bis 11. Dezember 2010 war Reisig Geschäftsführer und Fußballmanager des FSV Frankfurt, den er von der Oberliga bis in die 2. Fußball-Bundesliga führte; davor war er bereits als Schatzmeister, Vize-Präsident und Präsident tätig gewesen. Er trat aufgrund von Unstimmigkeiten über den Ausbau des Frankfurter Volksbank Stadions mit dem Sportdezernenten der Stadt Frankfurt am Main, Markus Frank, zurück. Gemeinsam mit dem früheren Bundesligatorwart Thomas Ernst betreibt Bernd Reisig seit 2012 eine Spielerberater-Agentur. Im Jahr 2017 gründete er die Bernd Reisig Stiftung, die u. a. ein jährliches Weihnachtsessen für Obdachlose organisiert.